# Естественный отбор (альбом «Монгол Шуудан»)
«Естественный отбор» — тринадцатый студийный альбом группы «Монгол Шуудан», вышедший в 2011 году. В альбом вошли 16 новых песен. Как и в большинстве других альбомов, тематикой песен является тема гражданской войны в России, в частности тема махновского движения. В музыкальном плане стилистика альбома продолжает линию, начатую группой на предыдущем альбоме. Между песнями звучат цитаты из кинофильма «Оптимистическая трагедия». В нескольких песнях присутствует ненормативная лексика.

## Список композиций
Слова и музыка всех песен — Валерий Скородед, кроме 16‑й (стихи Сергея Есенина).
| №   | Название                         | Длительность |
| --- | -------------------------------- | ------------ |
| 1.  | «Полцарства за коня»             | 5:09         |
| 2.  | «Любо, любо мне…»                | 4:11         |
| 3.  | «Иди, убей Бакунина»             | 5:38         |
| 4.  | «Дубравушка»                     | 4:40         |
| 5.  | «Межличностный конфликт»         | 3:58         |
| 6.  | «Не будь дурак…»                 | 4:30         |
| 7.  | «Каплями прямо в небо»           | 4:19         |
| 8.  | «Живые будут завидовать мертвым» | 5:24         |
| 9.  | «Розовые ушки»                   | 5:40         |
| 10. | «Награбленное грабь!»            | 5:04         |
| 11. | «Зато пожил…»                    | 5:03         |
| 12. | «Мерзавец»                       | 5:27         |
| 13. | «Привет Батьке! (Рождение)»      | 4:19         |
| 14. | «Заражай!»                       | 4:31         |
| 15. | «Две головы»                     | 3:24         |
| 16. | «Слушай поганое сердце…»         | 4:29         |

## Участники записи
- Валерий Скородед — вокал, гитара, клавишные
- Вячеслав Ядриков — бас-гитара
- Алексей Быков — барабаны, перкуссия, вокал
- Вадим Котельников — соло-гитара, вокал

Кричали, кривлялись, пытались петь хором:
- Klaus Che («E.S.Toria»)
- Василий «Злодей» Захаров
- Павел «Паштет» Климанов
- Юрий Забелло

Фото: Дмитрий Пуденков, Евгений Озеров.
В оформлении альбома использованы работы Ксении Гардт.